# Рідини в'язкопружні
Рідини в'язкопружні (релаксаційні) (рос. жидкости вязкоупругие (релаксационные); англ. viscoelastic (relaxation) fluids; нім. viskoselastische (relaxative) Flüssigkeiten f pl) – рідини, які характеризуються збільшенням коефіцієнта уявної в’язкості (опору рухові) із зростанням швидкості фільтрації в каналах змінного перерізу. Такими властивостями найчастіше характеризуються важкі нафти.